# Criconema sphagni
Criconema sphagni är en rundmaskart. Criconema sphagni ingår i släktet Criconema, och familjen Criconematidae. Arten är reproducerande i Sverige.